# Сліпа випічка

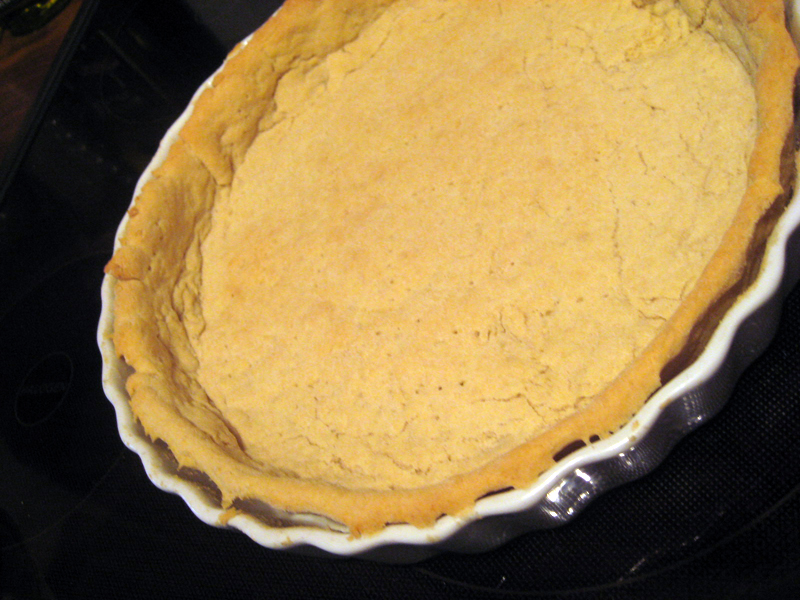
Результат сліпої випічки

Сліпа випічка (англ. Blind-baking) (також: попередня випічка) — випічка основи для пирога чи іншого виробу, без начинки. Сліпа випічка необхідна, коли виріб буде заповнений вже готовим, начинкою, що не вимагає приготування (наприклад, це пудинг або пиріг з кремом). Вона також потрібна, якщо начинка має більш короткий час випікання, ніж тісто, в цьому випадку форма з тіста випікається до напівготовності. Сліпа випічка також використовується для того, щоб основа пирога не ставала вологою через мокру начинку.
Сліпа випічка може бути виконана різними способами.
В одному випадку, дно пирога вистилають алюмінієвою фольгою або пергаментним папером, потім заповнюють наповнювачами, щоб тісто зберігало свою форму під час випікання. Наповнювачами можуть бути керамічні або металеві кульки. Але також з цією метою тісто заповнюють сирими зернами рису, гороху, сочевиці, квасолі або інших бобів, які допомагають тісту тримати форму. При використанні цього методу для повністю запеченого тіста, наповнювачі знімаються до завершення попередньої випічки, щоб отримати коричневий колір всього тіста.
Інший метод обходиться без наповнювачів: тісто накривається зверху ще однією формою для випікання або тарілкою, і печеться між ними до коричневого кольору.
Ще одна спрощена методика полягає в тому, щоб кілька разів проколювати тісто (дно) виделкою і утворити невеликі отвори, які давали б можливість виходити парі і запобігати утворенню бульбашок, але це не працює з деякими видами тіста, наприклад, з пісочним.